# Alexis Pillet-Will
Pour les articles homonymes, voir Pillet.
Le comte Hyacinthe-Louis-Alexis-Constantin Pillet-Will  est un banquier français du XIXe siècle, né à Lausanne en 1805 et mort à Bruxelles le 9 avril 1871.

## Carrière
Fils de Michel-Frédéric Pillet, cofondateur et vice-président de la Caisse d’épargne de Paris en 1858 et régent de la Banque de France (13e siège), anobli par le roi de Sardaigne en 1833, et de Françoise-Élisabeth Will, fille du banquier Philippe-Louis Will, Alexis Pillet-Will est nommé administrateur puis directeur à partir de 1863 de la Caisse d'épargne et régent de la Banque de France, à la suite de son père.
Il épouse en 1834 Louise Roulin (1802-1878) qui tenait salon et à l'instigation de laquelle Gioachino Rossini compose la Petite messe solennelle en 1863.  
Leur fils, Frédéric-Alexis-Louis, deviendra à son tour directeur de la Caisse d'épargne de Paris en 1871 et régent de la Banque de France. 
Alors que Michel-Frédéric Pillet laisse à sa mort un héritage de 15 millions de francs (11 millions une fois retirés les intérêts créditeurs), Alexis les a portés à 23 millions onze ans plus tard.
Alexis Pillet-Will a été inhumé le 19 juin 1871 au cimetière de Montmartre 1re division.